# Greding

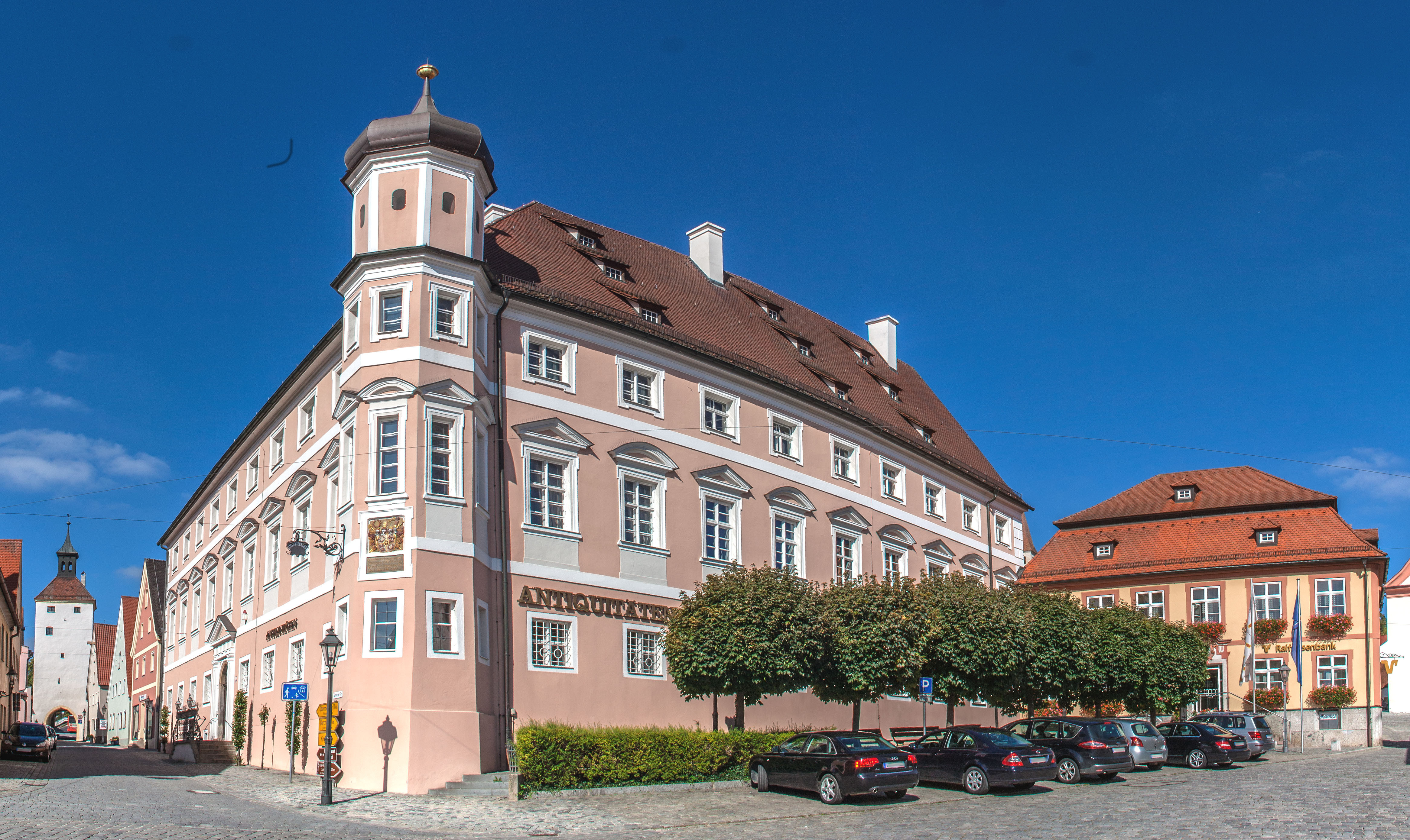
Slot

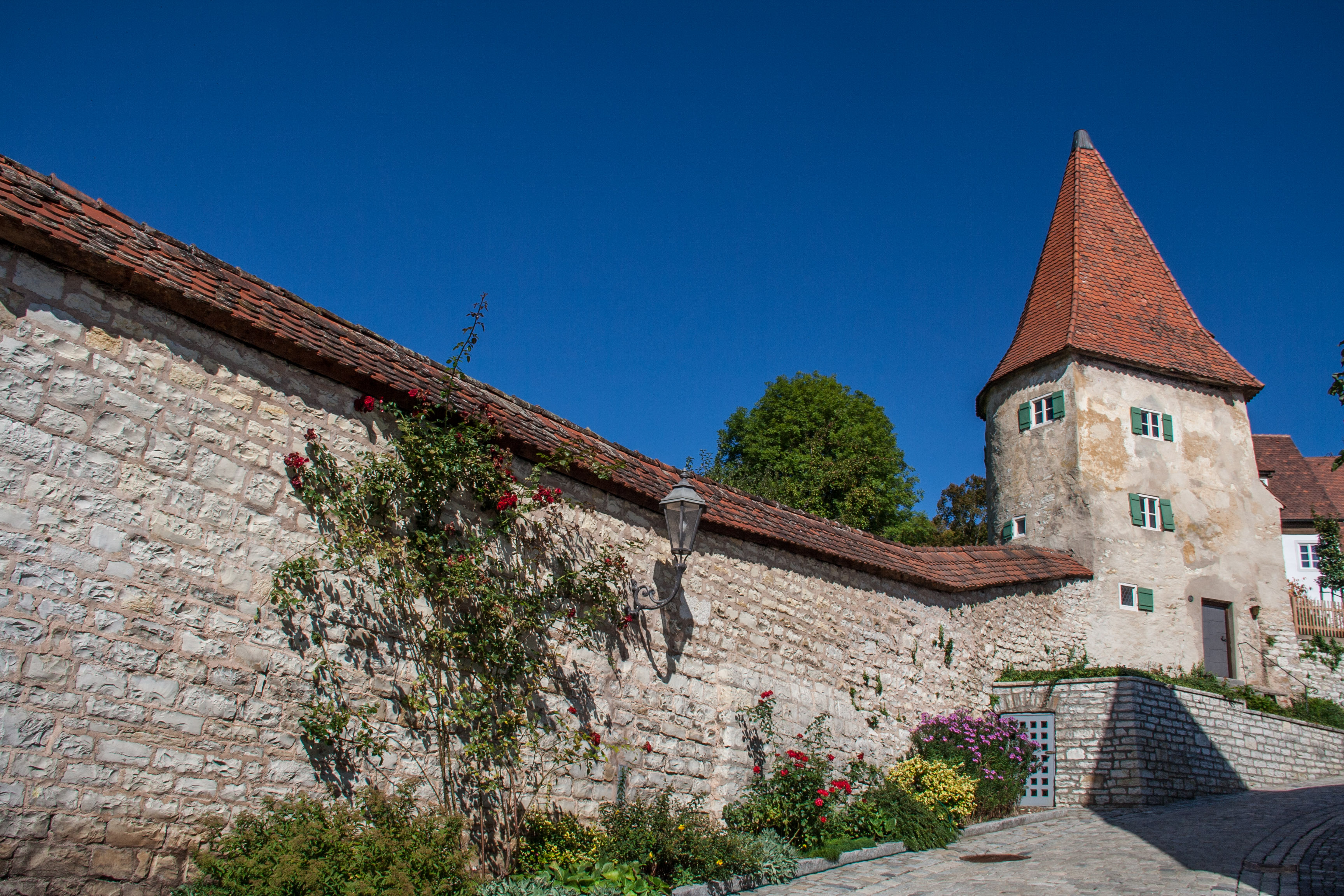
Stadsmuur

Greding is een gemeente in de Duitse deelstaat Beieren, en maakt deel uit van het Landkreis Roth.
Greding telt 7.135 inwoners.
Abenberg · Allersberg · Büchenbach · Georgensgmünd · Greding · Heideck · Hilpoltstein · Kammerstein · Rednitzhembach · Rohr · Roth · Röttenbach · Spalt · Schwanstetten · Thalmässing · Wendelstein